# Avro 531
Bei der Avro 531 Spider handelt es sich um ein Projekt für ein einsitziges Doppeldecker-Jagdflugzeug des britischen Herstellers Avro.

## Geschichte
Dieses Flugzeug entwickelte Avro in Eigeninitiative, ohne dass ein entsprechender Auftrag seitens der britischen Luftwaffe vorlag, in der Hoffnung, dass dieser Auftrag im Falle eines gelungenen Entwurfs folgen würde.
Der Erstflug erfolgte im April 1918; die Maschine wurde von einem Le-Rhône-Umlaufmotor mit einer Leistung von 81 kW (110 PS) angetrieben. Dieser Motor wurde später zwecks Verbesserung der Flugleistungen gegen einen stärkeren Clerget-Motor ausgetauscht.
Die Maschine hatte zwei unterschiedlich lange Tragflächen (die untere Fläche war erheblich kleiner als die obere, also fast ein Eineinhalbdecker) und bestand aus einer stoffbespannten Holzkonstruktion, an der unteren Tragfläche holzbeplankt.
Wäre es zur Serienfertigung der 531 Spider gekommen, so hätte man das Flugzeug außerordentlich wirtschaftlich herstellen können, da sie Konstruktion so ausgelegt war, dass man auf ein großes Kontingent an Bauteilen von nicht mehr zusammengebauten 504K hätte zurückgreifen können.
Außerdem hatte man sich für die Verwendung starrer geschweißter Streben zwischen den Tragflächen entschieden, welche den Zusammenbau erleichterten.
Ein interessantes Konstruktionsdetail war eine runde Aussparung in der oberen Tragfläche, die den Jagdpiloten die Sicht nach oben ermöglichen sollte.
Obwohl die Flugerprobungen ergaben, dass es sich bei der 531 Spider um ein wendiges und solides Flugzeug handelte, ergab sich für Avro kein Auftrag, denn die Luftwaffe hatte sich für das Konkurrenzprodukt Sopwith Snipe als zukünftigen RAF-Jäger entschieden. So blieb es bei dem einen produzierten Exemplar.
Eine zweite – wahrscheinlich geringfügig modifizierte – Maschine, deren Einzelteile bereits hergestellt waren, und welche die Bezeichnung 531A erhalten sollte, wurde nicht mehr gebaut; die Teile wurden wahrscheinlich für den Bau der Avro 538 verwendet.

## Technische Daten
| Kenngröße                   | Daten                                          |
| --------------------------- | ---------------------------------------------- |
| Besatzung                   | 1                                              |
| Länge                       | 6,25 m                                         |
| Flügelspannweite/Oberflügel | 8,69 m                                         |
| Flügelfläche                | 17,56 m²                                       |
| Leermasse                   | 437 kg                                         |
| max. Startmasse             | 688 kg                                         |
| Antrieb                     | ein Clerget-Umlaufmotor mit 96 kW (ca. 130 PS) |
| Höchstgeschwindigkeit       | 193 km/h                                       |
| Steigrate                   | 4 min auf 1525 m Höhe                          |
| Reichweite                  | ca. 400 km                                     |
| Bewaffnung                  | ein synchronisiertes 7,7-mm-Vickers-MG         |